# Gouvernement d'Akhaltsikhe
1918–1918
Entités précédentes :
- Empire ottoman

Entités suivantes :
- RDG

Le gouvernement d'Akhaltsikhe est une entité de facto éphémère qui exista en novembre 1918. Le territoire, abandonné par l'Empire ottoman à la suite de sa défaite — et de celle de son allié l'Empire allemand — lors de la Première Guerre mondiale et de la demande de la Grande-Bretagne, passa sous contrôle des troupes géorgiennes en quelques semaines.

## Contexte
Après la Révolution russe de février 1917, les pays du Caucase acquirent l'indépendance et une « République démocratique fédérative de Transcaucasie » fut proclamée à Tiflis. Un an plus tard, le 26 mai 1918, la Géorgie, centre politique de la RDFT, déclara à son tour son indépendance, suivie par l'Arménie et l'Azerbaïdjan. Après avoir proclamé sa neutralité dans le conflit de la Première Guerre mondiale, Tiflis entra dans la sphère d'influence de l'Empire allemand afin de contrer les velléités territoriales de la Turquie ottomane : le gouvernement social-démocrate géorgien cherchait à retrouver le territoire historique. de son pays, par voie diplomatique ou militaire : il se heurtait aussi bien à l'armée russe blanche de Dénikine, qu'aux revendications arméniennes et azerbaïdjanaises, et qu'aux positions de certains begs musulmans locaux (supportés par Constantinople). 

## Le Gouvernement d'Akhaltsikhe
Après la défaite infligée à l'Empire allemand et à l'Empire ottoman par les forces armées des États-Unis, de la France et de la Grande-Bretagne, ce dernier pays étendit son influence dans le Caucase. Le gouvernement géorgien de Noé Jordania se rallia à ce nouvel allié, et demanda l'évacuation des troupes ottomanes de la province d'Akhaltsikhe : ce fut effectif en novembre 1918.
Toutefois, les begs turcs -ou parfois géorgiens-, qui ne voulaient pas voir disparaître leurs propriétés, refusèrent la suzeraineté de Tiflis et proclamèrent le « Gouvernement d'Akhaltsikhe ». Omar Païk, un Turc, fut choisi par ses compagnons comme « Ministre-Président », ou chef d'État, d'une république autoproclamée : l'objectif de Païk était de donner à la région d'Akhaltsikhe-Akhalkalaki un statut d'indépendance, et d'y ajouter les territoires musulmans du sud de la Géorgie que Tiflis considérait comme siens. 
Il apparaissait néanmoins qu'aucun État de la communauté internationale ne reconnaitrait cette situation, la République démocratique de Géorgie elle-même n'étant pas encore reconnue. La Grande-Bretagne autorisa l'intervention des Géorgiens et le général Guiorgui Mazniachvili, alors gouverneur d'Abkhazie, assiégea Akhaltsikhe et la ville tomba en moins d'une journée, l'armée akhaltsikhéenne n'existant pas. Mazniachvili fut nommé gouverneur-général du canton et réussit en quelques jours à rétablir l'ordre. Omar Païk fut d'abord emprisonné, puis remis en liberté après que le gouvernement géorgien se fut assuré que les begs locaux l'avaient abandonné. Tiflis dut faire face à un autre problème, la puissance des dits begs : ils avaient en effet acquis le droit de conserver leurs propriétés féodales dont ils jouissaient durant l'Empire ottoman. La politique de socialisation des terres que menait le gouvernement géorgien se heurtait à ces privilèges : de nombreuses manifestations populaires se produisirent et la Russie soviétique prendra plus tard, en 1921, le prétexte d'aider les travailleurs du sud de la Géorgie pour envahir le pays indépendant ...

## Sources
- (en) Nodar Assatiani et Otar Djaparidze, History of Georgia, Tbilissi, 2009. p.  311
- (ka) Guiorgui Mazniachvili, Mémoires d'un Soldat